# Station Oyonnax
Station Oyonnax is een spoorwegstation in de Franse gemeente Oyonnax.